# Tulipa albanica
Tulipa albanica  (лат.) — вид однодольных растений рода Тюльпан (Tulipa) семейства Лилейные (Liliaceae). Впервые описан ботаниками Китом Таном и Люлезимом Шукой в 2010 году.

## Распространение, описание
Эндемик Албании, встречающийся на северо-востоке страны. Считается единственным эндемичным для Албании видом тюльпанов. Это относительно недавно выделенный вид, обнаруженный в окрестностях деревни Суррой. Предполагается, что он может быть распространён значительно шире на территории Балкан.
Луковичный геофит. Лепестки красной либо жёлтой окраски, последняя преобладает чаще.
Число хромосом — 2n=24.